# William Homan
Sir William Jackson Homan, 1st Baronet (1771–1852), var en irländsk baronet. Hans ende son avled innan honom, varför titeln inte levde vidare.